# Peru International 2013
Die Peru International 2013 im Badminton fanden vom 10. bis zum 14. April 2013 im Coliseo Manuel Bonilla in Lima statt.

## Sieger und Platzierte
| Disziplin    | Gold                   | Silber                           | Bronze                         |
| ------------ | ---------------------- | -------------------------------- | ------------------------------ |
| Herreneinzel | Osleni Guerrero        | Misha Zilberman                  | Kevin Cordón                   |
| Herreneinzel | Osleni Guerrero        | Misha Zilberman                  | Rodolfo Ramírez                |
| Dameneinzel  | Kristen Tsai           | Nicole Grether                   | Jamie Subandhi                 |
| Dameneinzel  | Kristen Tsai           | Nicole Grether                   | Michelle Li                    |
| Herrendoppel | Ruud Bosch Koen Ridder | Phillip Chew Sattawat Pongnairat | Kevin Li Nyl Yakura            |
| Herrendoppel | Ruud Bosch Koen Ridder | Phillip Chew Sattawat Pongnairat | Adrian Liu Derrick Ng          |
| Damendoppel  | Grace Gao Michelle Li  | Joycelyn Ko Kristen Tsai         | Nicole Grether Charmaine Reid  |
| Damendoppel  | Grace Gao Michelle Li  | Joycelyn Ko Kristen Tsai         | Camila Duany Luz María Zornoza |
| Mixed        | Toby Ng Grace Gao      | Phillip Chew Jamie Subandhi      | Andrés Corpancho Lorena Duany  |
| Mixed        | Toby Ng Grace Gao      | Phillip Chew Jamie Subandhi      | Lino Muñoz Cynthia González    |